# Open Bar
Open Bar è un singolo del gruppo musicale italiano Il Pagante, pubblicato il 9 giugno 2021 come secondo estratto dal terzo album in studio Devastante.

## Descrizione
Il brano è prodotto da ITACA, il gruppo del duo Merk & Kremont. La cover della canzone rappresenta un bicchiere con all'interno il mondo.
A cantare il brano sono i tre componenti del trio musicale con la partecipazione di Stash dei The Kolors.
Come dichiarato dagli stessi membri del gruppo musicale, il brano è stato scritto già due anni prima della pubblicazione. Nonostante sia nato prima della pandemia di COVID-19, il singolo interpreta l'idea di tornare alla normalità dopo la situazione pandemica con il significato di carpe diem.
Tra le location individuate per il video musicale sono il Lago di Como e il Golfo del Tigullio.

## Pubblicazione
Il singolo è stato annunciato alcune settimane prima della pubblicazione tramite i profili social ufficiali del gruppo musicale. Viene messo in commercio a partire dal 9 giugno 2021 nei negozi digitali e dal giorno successivo tramite i mezzi radiofonici su licenza dell'etichetta discografica Believe.

## Tracce
1. Il Pagante – Open Bar – 3:10 (testo: Edoardo Cremona, Eugenio Maimone, Federico Mercuri, Giordano Cremona, Jacopo Angelo Ettorre, Leonardo Grillotti)

## Formazione

### Gruppo
- Roberta Branchini - voce
- Federica Napoli - voce
- Eddy Veerus - voce

### Altri musicisti
- Stash - voce aggiuntiva

## Classifiche
| Classifica (2021) | Posizione massima |
| ----------------- | ----------------- |
| Italia            | 34                |